# Швеция на летних Олимпийских играх 1988
Швеция на летних Олимпийских играх 1988 года была представлена 185 спортсменами (148 мужчин и 37 женщин), которые приняли участие в 23 видах спорта. Самым молодым участником сборной стала 15-летняя пловчиха Анна-Карин Перссон, самым опытным — 54-летний стрелок Рагнар Сканокер. 
В Сеуле Швеция завоевала 11 медалей (4 серебряных и 7 бронзовых). Впервые с 1900 года сборная Швеции не сумела выиграть ни одного золота на летних Олимпийских играх.

## Медалисты
| Медаль  | Спортсмен                                          | Вид спорта        | Дисциплина                             | Результат |
| ------- | -------------------------------------------------- | ----------------- | -------------------------------------- | --------- |
| Серебро | Георг Крамне                                       | Бокс              | Лёгкий вес (—60 кг)                    |           |
| Серебро | Рагнар Сканокер                                    | Стрельба          | Произвольный пистолет 50 м, мужчины    |           |
| Серебро | Андерс Хольмертц                                   | Плавание          | 200 м вольный стиль, мужчины           |           |
| Серебро | Биргитта Бенгтссон Марит Сёдерстрём                | Парусный спорт    | 470, женщины                           |           |
| Бронза  | Патрик Шёберг                                      | Лёгкая атлетика   | Прыжки в высоту, мужчины               |           |
| Бронза  | Томас Йоханссон                                    | Борьба            | Греко-римская борьба — 130 кг, мужчины |           |
| Бронза  | Ларс Мюрберг                                       | Бокс              | Полусредний вес (—63,5 кг)             |           |
| Бронза  | Эрик Линд                                          | Настольный теннис | Одиночный разряд, мужчины              |           |
| Бронза  | Стефан Эдберг                                      | Теннис            | Одиночный разряд, мужчины              |           |
| Бронза  | Стефан Эдберг Андерс Яррид                         | Теннис            | Парный разряд, мужчины                 |           |
| Бронза  | Микел Лафис Андерс Ярль Бьорн Юханссон Ян Карлссон | Велоспорт         | Командная гонка 100 км, мужчины        |           |

## Результаты соревнований

### Академическая гребля
В следующий раунд из каждого заезда проходили несколько лучших экипажей (в зависимости от дисциплины). В финал A выходили 6 сильнейших экипажей, ещё 6 экипажей, выбывших в полуфинале, распределяли места в малом финале B
Мужчины
| Соревнование | Спортсмены      | Предварительный заезд | Предварительный заезд | Предварительный заезд | Отборочный заезд | Отборочный заезд | Отборочный заезд | Полуфинал | Полуфинал | Полуфинал | Финал   | Финал   | Итоговое место |
| Соревнование | Спортсмены      | Заезд                 | Время                 | Место                 | Заезд            | Время            | Место            | Заезд     | Время     | Место     | Время   | Место   | Итоговое место |
| ------------ | --------------- | --------------------- | --------------------- | --------------------- | ---------------- | ---------------- | ---------------- | --------- | --------- | --------- | ------- | ------- | -------------- |
| одиночки     | Фредрик Хультен | 4                     | 7:12,98               | 1 Q                   | Не участвовал    | Не участвовал    | Не участвовал    | 2         | 7:04,36   | 4         | Финал B | Финал B | 9              |
| одиночки     | Фредрик Хультен | 4                     | 7:12,98               | 1 Q                   | Не участвовал    | Не участвовал    | Не участвовал    | 2         | 7:04,36   | 4         | 7:40,07 | 3       | 9              |

### Парусный спорт
Мужчины
| Класс | Спортсмены | Гонка | Гонка | Гонка | Гонка | Гонка | Гонка | Гонка | Очки  | Место |
| Класс | Спортсмены | 1     | 2     | 3     | 4     | 5     | 6     | 7     | Очки  | Место |
| ----- | ---------- | ----- | ----- | ----- | ----- | ----- | ----- | ----- | ----- | ----- |
| Финн  | Матс Коп   | 10    | 24    | 12    | 22    | 11    | 14    | 17    | 122,0 | 16    |